# Liste des navires de la marine belge
Voici la liste des navires de la marine belge, actuels ou retirés du service.

## Navires en service

### Frégates

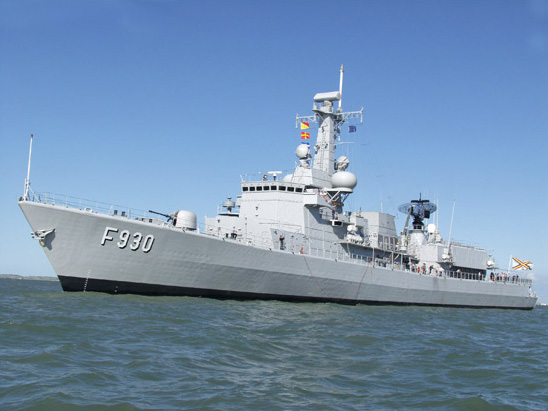
Le F930 Léopold I.

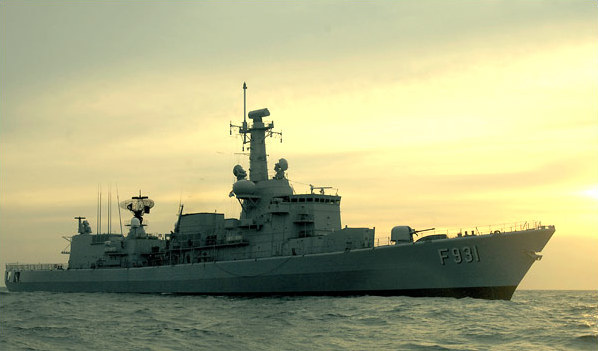
Le F931 Louise-Marie.

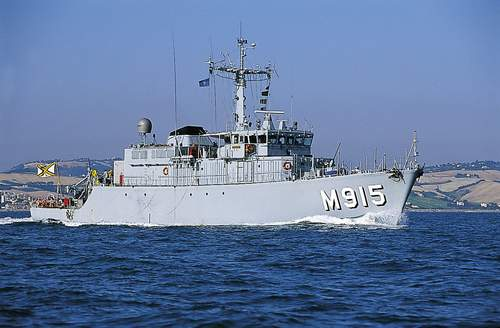
Le M915 Aster

Deux frégates de classe Karel Doorman, basées à Zeebruges.
- F930 Leopold 1

Cette frégate était dans la Koninklijke Marine le HNLMS Karel Doorman (F827). Vendue à la Belgique (le contrat de vente entre les Pays-Bas et la Belgique est signé le 22 décembre 2005), elle devient le F930 Leopold I et est baptisée le 29 mars 2007 par la reine Fabiola à Zeebruges. La ville de Nivelles en accepte le parrainage. La devise du Leopold I est la locution latine « Audaces Fortuna Juvat » (la fortune sourit aux audacieux). Ses armes sont une partition des armes du roi Léopold Ier et des armes de la ville marraine de Nivelles.
Parti, au premier, de sable au lion d'or armé et lampassé de gueules, sur-le-tout écartelé : 1 et 4, contre-écartelé, 1 et 4 de gueules à trois léopards d'or armés et lampassés d'azur ; 2 d'or, au lion de gueules, au double trescheur fleuronné et contre-fleuronné du même ; 3 d'azur, à la harpe d'or, cordée d'argent ; 2 et 3, burelé de dix pièces de sable et d'or au crancelin de sinople brochant en bande sur le tout ; au second, d'argent à la crosse de gueules, sur-le-tout de sable au lion d'or armé et lampassé de gueules.
- F931 Louise-Marie

Achetée en même temps que le Leopold I, cette frégate était dans la marine néerlandaise le HNLMS Willem Van Der Zaan (F829). Elle devient le F931 Louise-Marie en étant baptisée le 8 avril 2008 par la reine Paola à Anvers. La ville de Sint-Niklaas accepte le parrainage de la frégate dont la devise est la locution « Ad Augusta Per Angusta » (vers les sommets par des chemins étroits). Les armes sont une partition des armes de la Maison d'Orléans (dont est originaire la reine Louise-Marie) et de celles de la ville de Sint-Niklaas.

### Chasseurs de mines
5 chasseurs de mines de la classe Tripartite, basés à Zeebruges:
- M916 Bellis

Deuxième CMT de la série, le Bellis est lancé à Rupelmonde le 13 août 1986 et baptisé le 18 septembre 1986 par Ellen Goffinet-Rosman, épouse du bourgmestre d'Arlon, la ville marraine du bâtiment. Le Bellis a participé aux opérations de sauvetage du Herald of Free Enterprise le 6 mars 1987.
Devise : Luctor Et Emergo (« Je lutte et submerge »)
- M917 Crocus

Le Crocus, troisième de la série, est lancé le 3 septembre 1986 à Rupelmonde et baptisé par Mme Gaethofs-Schreus, épouse du bourgmestre de la ville marraine de Genk, le même jour que le Bellis (18 septembre 1986).
Devise : Nec Aspera Terrent (« Même le difficile ne nous fait pas peur »)
- M921 Lobelia

Le Lobelia est le septième CMT de la série, les quatrième (M918 Dianthus), cinquième (M919 Fuchsia) et sixième (M920 Iris) ayant été revendus à la marine française en 1993. Il est lancé à Rupelmonde le 3 février 1988, et est baptisé par l'épouse du bourgmestre de la ville marraine de Diest, Mme Van De Kerckhof, le 25 février 1989.
Devise : Compos Sui (« Maître de soi-même »)
- M923 Narcis

Neuvième bâtiment de la série (le huitième, le M922 Myosotis ayant été revendu à la marine bulgare en 2007), le Narcis est lancé le 30 mars 1990 à Rupelmonde et baptisé le 14 mars 1991 par Mme Lafosse-De Backer, épouse du bourgmestre de Mons, ville marraine.
Devise : In Arduis Constans (« Persévérant dans les difficultés »)
- M924 Primula

Le Primula est le dixième et dernier navire de la série. Lancé à Rupelmonde le 20 décembre 1990, il est baptisé par Mme Adriaensens, épouse du bourgmestre de la ville marraine de Willebroek, le 12 juin 1991.
Devise : Major E Longinquo Reverentia (« L'éloignement augmente le prestige »)

### Navires de soutien

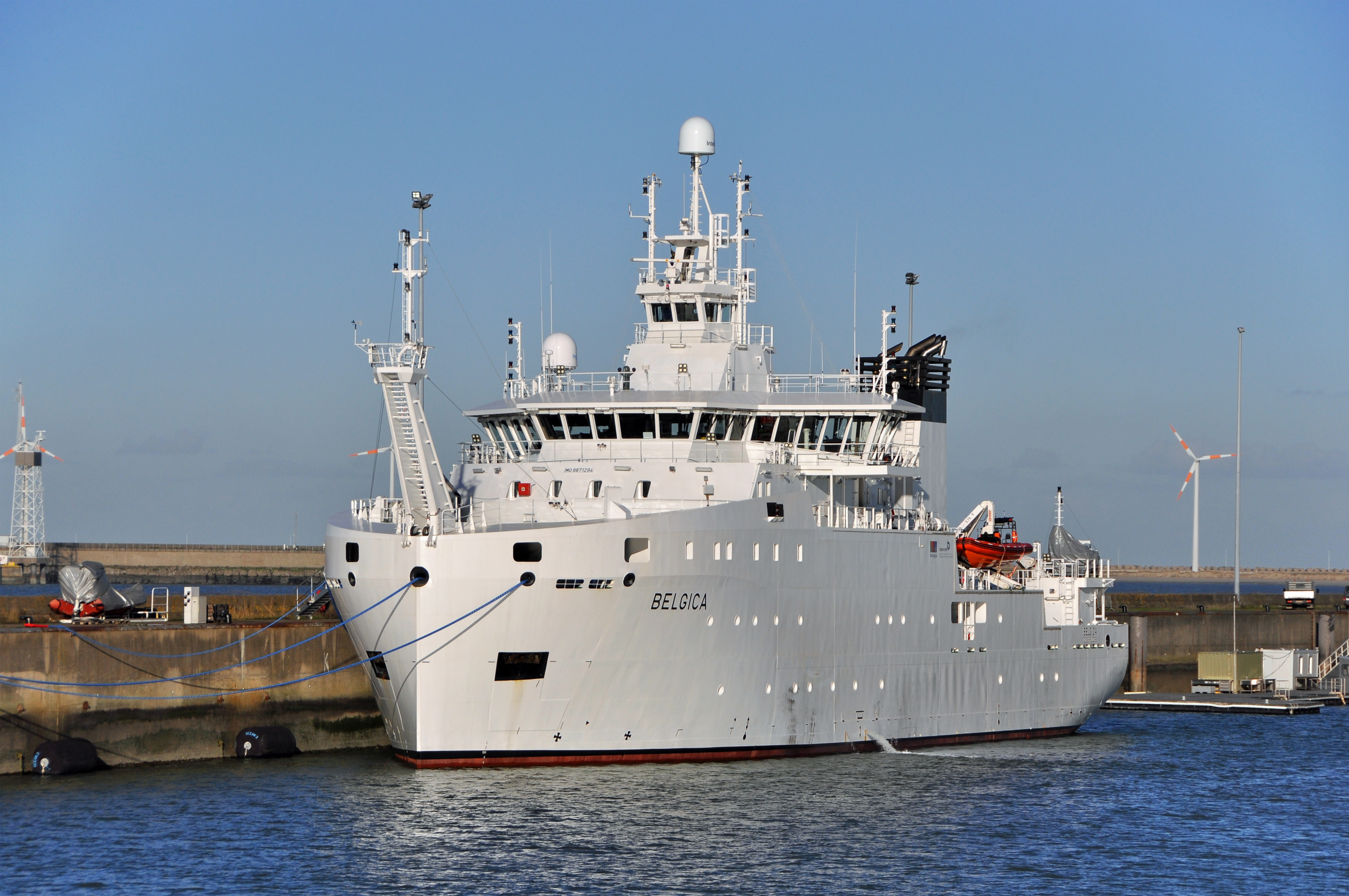
Le Belgica

5 navires de soutien:
- Navire océanographique : Belgica

- Remorqueurs côtiers :
  - A952 Wesp
  - A954 Zeemeeuw
  - A955 Mier
- Navire de servitude :
  - A997 Spin (vedette de service)

### Navires auxiliaires
5 navires auxiliaires :
- A958 Zenobe Gramme (voilier utilisé pour l'instruction)
- A983 Quatuor (yacht royal)
- A984 Alpa (yacht royal)
- A995 Spich (RIB)
- A998 Werl (RIB)

### Patrouilleurs

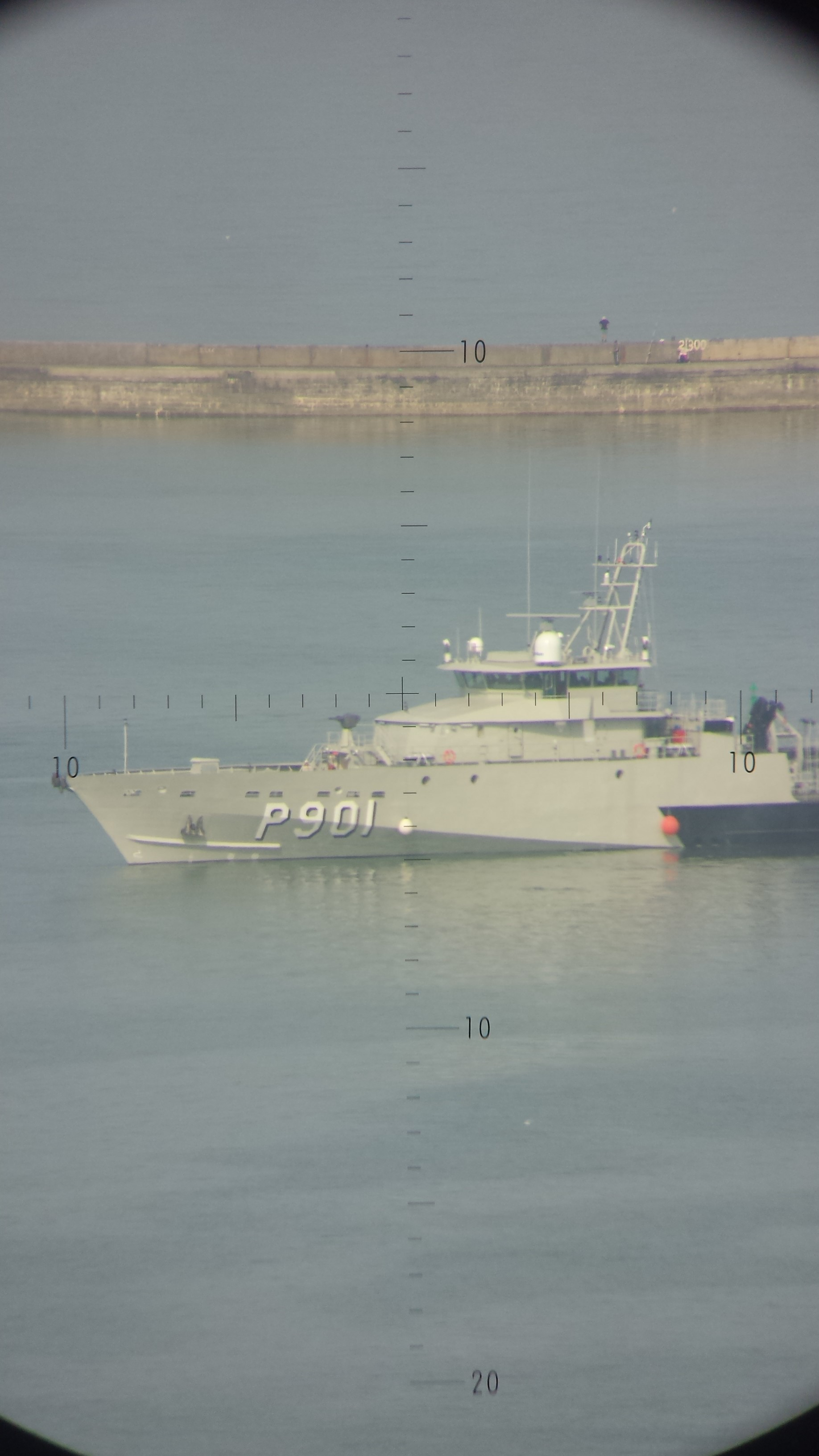
Le Castor, le premier des deux patrouilleurs livrés à la composante marine en juillet 2014.

Les navires les plus récents de la composante marine sont les deux patrouilleurs suivants :
- Castor (P901)
- Pollux (P902)

## Navires retirés du service
Cette liste n'est peut-être pas exhaustive.
- Corps de Torpilleurs et Marins (CTM) :
  - Vedettes maritimes belges
  - Torpilleurs côtiers belges de classe A
- Corps de Marine [1] :
  - Chalutiers armés belges
- Royal Navy Section Belge (RNSB) [2] :
  - 2 corvettes de Classe Flower : HMS Buttercup (K193) et HMS Godetia (K226). 
  - 5 patrouilleurs/escorteurs : HMS Phrontis (FD142), HMS Sheldon, HMS Electra II, HMS Raitea, HMS Kernot
  - 1 aviso (ex Marine nationale française) : HMS Quentin Roosevelt (FY317)
  - 13 dragueurs de mines : MMS43-75-77-79-112 et 118° escadrille
- Force Navale :
  - Zinnia/Breydel, navire garde-pêche (1920-1949)
  - Barcock, navire-baliseur (1945-1949)
  - Artevelde, bâtiment de soutien (1945-1954)

### Frégates
- 1 frégate de classe Tacoma :
  - F910 Lieutenant ter zee Victor Billet (ex-USN Sheboygan (PF-57)) (acheté en 1947, retiré du service en 1958)

- 4 frégates de classe Wielingen :

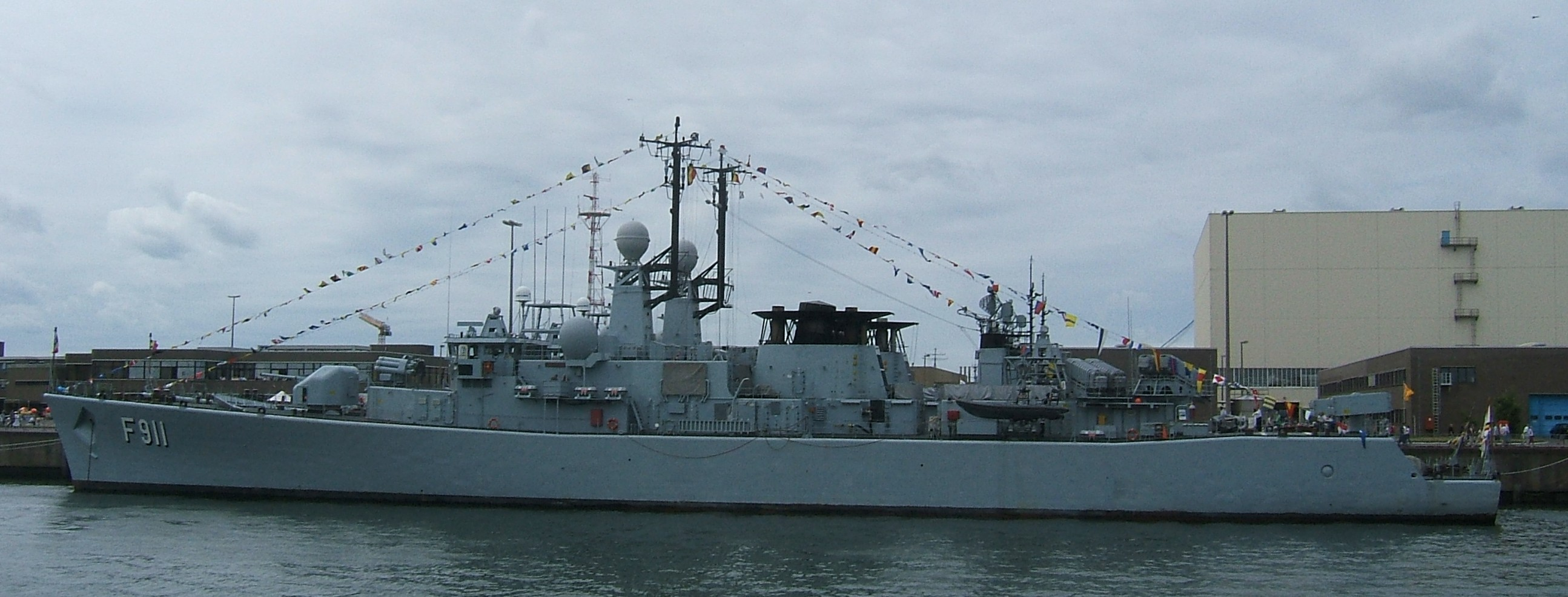
Le F911 Westdiep au port de Zeebruges

  - F910 Wielingen (retiré du service le 20 novembre 2006, passé sous pavillon bulgare le 9 février 2009, devenant le 42 Verni)
  - F911 Westdiep (retiré du service le 5 octobre 2007, passé sous pavillon bulgare le 22 août 2008, devenant le 43 Gordi)
  - F912 Wandelaar (retiré du service le 1er mars 2004, vendu à la Bulgarie le 18 mars 2005, renommé 41 Drazki et remis à la marine bulgare le 21 octobre 2005)
  - F913 Westhinder  (retiré du service le 1er juillet 1993, détruit en 2003)

### Chasseurs de mines
- 5 chasseurs de mines tripartites :
  - M915 Aster
  - M918 Dianthus (vendu à la France en 1993, devenant le M653 Capricorne)
  - M919 Fuchsia (vendu à la France en 1993, devenant le M652 Céphée)
  - M920 Iris (vendu à la France en 1993, devenant le M651 Verseau)
  - M922 Myosotis (vendu à la Bulgarie et passé sous pavillon bulgare le 9 février 2009, devenant le 32 Tsibar)

### Dragueurs de mines
- 8 dragueurs de mines de côtiers de classe MMS (Motor Mine Sweeper) :

- 8 dragueurs de mines/escorteurs de classe Algerine :

- 7 dragueurs de mines océaniques de classe MSO (Mine Sweeper Ocean) :

- 16 dragueurs de mines de petits fonds de classe MSI (Mine Sweeper Inshore) :

- 26 dragueurs de mines côtiers de classe MSC (Mine Sweeper Coast) :

### Divers
- Navires auxiliaires :
  - AP907 Kamina (AP957, puis  A957, retiré du service en 1967)
  - A954 Adrien de Gerlache, navire auxiliaire (détruit en 1970)
  - A955 Eupen, navire hydrographique (détruit en 1966)
  - A961 Zinnia (détruit en 2007)
  - A962 Mechelen, navire hydrographique (détruit en 1984)
  - A963 Spa devenu le AMS60 Bernisse  Pays-Bas
  - A964 Heist, navire de démagnétisation (détruit en 1992)
  - A962 Belgica, navire océanographique (retiré du service)
- Remorqueurs :
  - A951 Hommel (retiré du service en 1999)
  - A953 Bij (retiré du service en 1999)
  - A956 Krekel (retiré du service en 1986)
  - A998 Ekster (retiré du service en 2000)
- Vedettes fluviales :
  - P900 Ijzer (retiré du service en 1969)
  - P901 Leie (retiré du service en 1984)
  - P903 Meuse (retiré du service en 1987)
  - P904 Sambre (retiré du service en 1984)
  - P905 Schelde (retiré du service en 1984)
  - P906 Semois (retiré du service en 1984)
  - P907 Rupel (retiré du service en 1983)
  - P908 Ourthe (retiré du service en 1963 et en 1983, en service de '54-'63 et de '74-'83)
  - (P909 ?) Dender (retiré du service en 1964)
  - P902 Libération (retiré du service en 2012)